# Eudicotiledonate

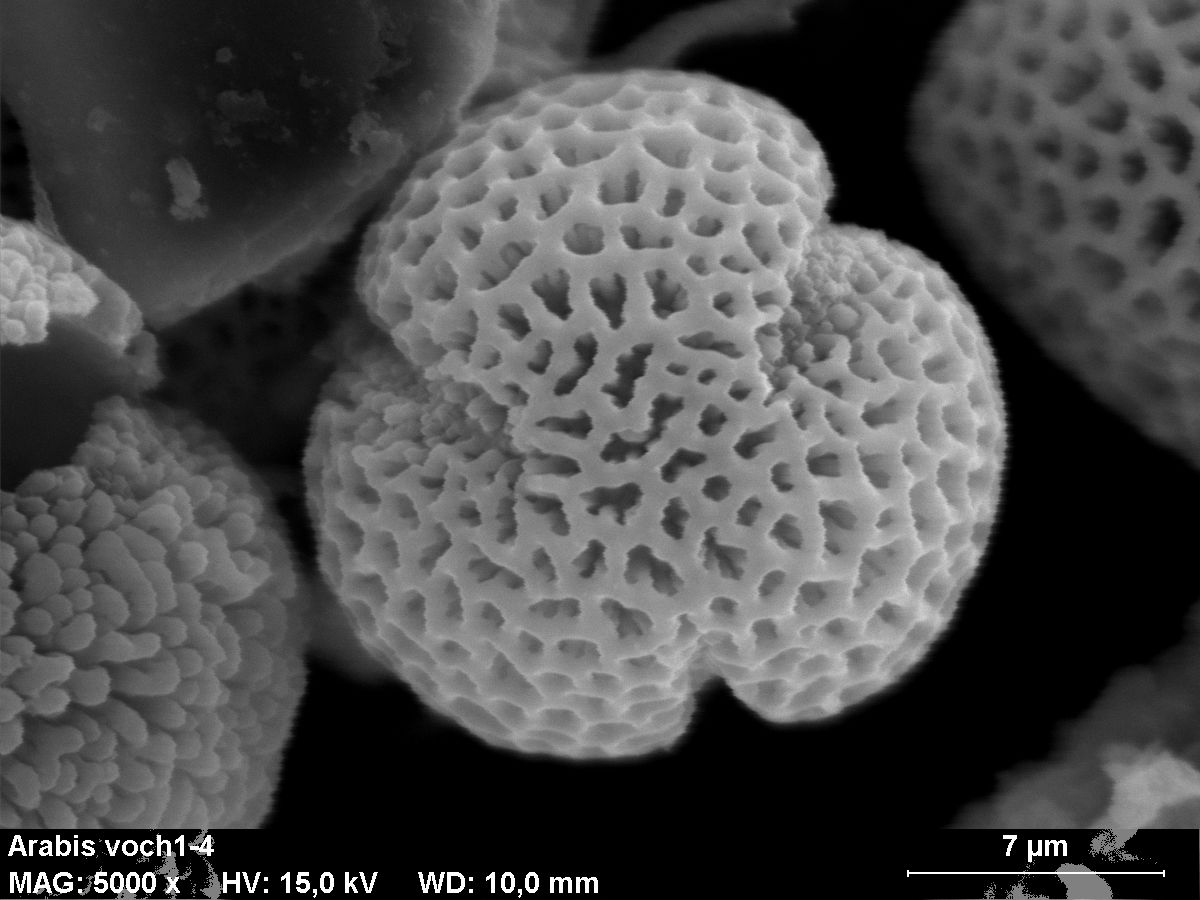
Polenul Arabis are trei colpi

Eudicotiledonate (Eudicotyledoneae sau Eudicotidae) este o cladă monofiletică a plantelor angiosperme care a fost denumită tricolpates sau dicote non-magnoliide de către autorii anteriori. Termenii botanici au fost introduși în 1991 de către botanistul evoluționar James A. Doyle și paleobotanistul Carol L. Hotton pentru a accentua diferențele evoluționare ulterioare a dicotiledonatelor tricolpate de dicotiledonatele timpurii, mai puțin specializate.

## Clasificare

### Classificarea APG III
În sistemul APG III (2009), eudicotele sunt divizate în 39 de ordine (și 3 familii). Compoziția și amplasarea lor în arborele filogenetic este reprezentată în cladograma următoare:
- grupul Mesangiospermes (Mesangiospermae)
  - Format:Arbre/Embranchement
    - Chloranthales
    -  clada Magnoliidees (Magnoliidae)

  - 
    - clada Monocotyledones
    - 
      - Ceratophyllales
      -  clada Eudicotiledonate sau Eudicote
        - Ranunculales
        - 
          - Sabiaceae
          - Proteales
          - 
            - Buxales
            - Trochodendrales
            -  clada Eudicotiledonate superioare sau Nucleul Eudicotiledonatelor
              - Gunnerales
              - 
                - Dilleniaceae
                - Format:Arbre/Embranchement
                  - Saxifragales
                  -  clada Rosidees (Rosidae)
                    - Vitales
                    - 
                      - clada Fabidees ou Eurosidees I (Fabidae)
                        - Zygophyllales
                        - 
                          - Format:Arbre/Embranchement
                            - Celastrales
                            - 
                              - Oxalidales
                              -  Malpighiales

                          - 
                            - Fabales
                            - 
                              - Rosales
                              - 
                                - Fagales
                                -  Cucurbitales

                      -  clada Malvidees sau Eurosidees II (Malvidae)
                        - Format:Arbre/Embranchement
                          - Myrtales
                          -  Geraniales

                        - 
                          - Crossosomatales
                          - 
                            - Picramniales
                            - 
                              - Sapindales
                              - 
                                - Huerteales
                                - 
                                  - Brassicales
                                  -  Malvales

                - 
                  - Berberidopsidales
                  - 
                    - Santalales
                    - 
                      - Caryophyllales
                      -  clada Asteridees (Asteridae)
                        - Cornales
                        - 
                          - Ericales
                          - 
                            - clada Lamiidees sau Euasteridees I (Lamiidae)
                              - Garryales
                              - 
                                - Gentianales
                                - Boraginaceae
                                - 
                                  - Lamiales
                                  -  Solanales

                            -  clada Campanulidees sau Euasteridees II (Campanulidae)
                              - Aquifoliales
                              - 
                                - Escalloniales
                                - Asterales
                                - 
                                  - Bruniales
                                  - 
                                    - Apiales
                                    - 
                                      - Dipsacales
                                      -  Paracryphiales

### Clasificări anterioare
Pentru comparație, vedeți cum arăta clasificarea filogenetică în sistemul APG II (2003):
- clada « Eudicote » sau Eudicotiledonate:
familia Buxaceae [+ familia Didymelaceae]
familia Sabiaceae
familia Trochodendraceae [+ familia Tetracentraceae]
ordinul Ranunculales
ordinul Proteales
clada « nucelul Eudicotelor » sau « Eudicotiledonate superioare » 
familia Aextoxicaceae
familia Berberidopsidaceae
familia Dilleniaceae
ordinul Gunnerales
ordinul Caryophyllales
ordinul Saxifragales
ordinul Santalales
clada Rosidees
familia Aphloiaceae
familia Geissolomataceae
familia Ixerbaceae
familia Picramniaceae
familia Strasburgeriaceae
familia Vitaceae
ordinul Crossosomatales
ordinul Geraniales
ordinul Myrtales
clada Fabidees
familia Zygophyllaceae [+ familia Krameriaceae]
familia Huaceae
ordinul Celastrales
ordinul Malpighiales
ordinul Oxalidales
ordinul Fabales
ordinul Rosales
ordinul Cucurbitales
ordinul Fagales
clada Malvidees
familia Tapisciaceae
ordinul Brassicales
ordinul Malvales
ordinul Sapindales
clada Asteridees
ordinul Cornales
ordinul Ericales
clada Lamiidees
familia Boraginaceae
familia Icacinaceae
familia Oncothecaceae
familiaVahliaceae
ordinul Garryales
ordinul Solanales
ordinul Gentianales
ordinul Lamiales
clada Campanulidees :
familia Bruniaceae
familia Columelliaceae [+familia Desfontainiaceae]
familia Eremosynaceae
familia Escalloniaceae
familia Paracryphiaceae
familia Polyosmaceae
familia Sphenostemonaceae
familia Tribelaceae
ordinul Aquifoliales
ordinul Apiales
ordinul Dipsacales
ordinul Asterales

N.B.: + .... =familia opțional